# Tromotriche herrei
Tromotriche herrei är en oleanderväxtart som först beskrevs av Gert Cornelius Nel, och fick sitt nu gällande namn av P.V. Bruyns. Tromotriche herrei ingår i släktet Tromotriche och familjen oleanderväxter. Inga underarter finns listade i Catalogue of Life.